# Oniscigaster
Oniscigaster is een geslacht van haften (Ephemeroptera) uit de familie Oniscigastridae.

## Soorten
Het geslacht Oniscigaster omvat de volgende soorten:
- Oniscigaster distans
- Oniscigaster intermedius
- Oniscigaster wakefieldi